# Lee Bowyer
Pour les articles homonymes, voir Bowyer.
Lee Bowyer est un ancien footballeur anglais né le 3 janvier 1977 à Londres. Il jouait au poste de milieu de terrain reconverti entraîneur.
Bowyer a fait 257 apparitions pour le club de Leeds United en inscrivant 62 buts toutes compétitions confondues.

## Biographie
Joueur « sanguin », il récolte un grand nombre de cartons tout au long de sa carrière.
En avril 2005, il se fait expulser avec son coéquipier Kieron Dyer après que les deux joueurs de Newcastle United se sont battus en plein match.
Le 10 juillet 2011, après avoir quitté Birmingham City, Lee Bowyer signe pour une année, à l'âge de 34 ans, à Ipswich Town .
Le 2 juillet 2017, il devient entraîneur adjoint de Charlton Athletic, en League One (D3). Il est nommé entraineur principal de l'équipe en mars 2018.
Lors de sa première saison complète à la tête du club, il parvient à faire monter son club en Championship. 
Après avoir terminé troisièmes de la phase classique du championnat, Bowyer et ses hommes éliminent le club de Doncaster en demi-finale avant de s'imposer 2-1 dans les derniers instants face à Sunderland lors de la finale des playoffs.
Cette performance permet à Charlton Athletic de retrouver l'antichambre de la Premier League pour la première fois depuis 2016.

## Clubs
- 1994-1996 : Charlton  Angleterre
- 1996-2003 : Leeds United  Angleterre
- 2003 : West Ham  Angleterre
- 2003-2006 : Newcastle United  Angleterre
- 2006-2009 : West Ham  Angleterre
  - janvier 2009-2009[3] : Prêt Birmingham City
- 2009-2011 : Birmingham City  Angleterre
- 2011-2012 : Ipswich Town  Angleterre

## Palmarès

### Comme joueur
- Birmingham City
  - Vainqueur de la Coupe de la Ligue d'Angleterre : 2011

## Sélections
- 13 sélections (0 but) en équipe d'Angleterre Espoirs entre 1996 et 1998
- 1 sélection (0 but) en équipe d'Angleterre lors du mois de septembre 2002